# 南西部領土 (アメリカ合衆国)

アメリカ合衆国初期 (1782-1802)の北西部領土と南西部領土、および各州の領土要求とその割譲を表す地図

アメリカ合衆国の南西部領土（なんせいぶりょうど、英:Southwest Territory、正式にはオハイオ川の南の領土(Territory South of the River Ohio))は、1790年から1796年まで存在したアメリカ合衆国の領土（準州）であり、今日のテネシー州に相当する。

## 概要
1790年5月26日に成立した南西部条例によって、ノースカロライナ州から合衆国政府に割譲された土地を定義したのが始めであった。
1796年6月1日、テネシーがアメリカ合衆国16番目の州に昇格することにより消滅した。
オハイオ川の南の領土という名前は、今日のテネシー州よりもはるかに大きな範囲を含んでいた。ケンタッキー州もオハイオ川の南に位置するが、南西部領土が定義された1790年時点ではまだバージニア州の一部として留まっており、1792年に15番目の州として昇格した。
現在のテネシー州より南の土地は、ジョージア州が領有主張を続けており、スペインとの紛争もあった。
この土地の一部は、南西部領土が消滅した2年後の1798年にミシシッピ準州となった。このケンタッキー州からミシシッピ準州に及ぶ範囲が、独立戦争後にイギリスから割譲された広義の南西部領土であり、テネシー州として昇格した範囲が狭義の南西部領土（準州)であった。
現在のアメリカ合衆国での南西部とは、アリゾナ州、ニューメキシコ州などメキシコとの国境に接する地域一帯を指す。

## 歴史

### 植民地から独立戦争の時代
植民地時代、南西部領土となる地域はノースカロライナ植民地が土地の所有勅許を受けていたが、スモーキー山脈やブルー・リッジ山脈に阻まれて、地域内の利益追求の段階までは至っていなかった。むしろ、バージニアやサウスカロライナの植民地から交易や政治的な配慮により、開拓が進められた。
今日のテネシー州エリザベストンにあったワトーガ砦は、トランシルバニア買収の域内にあった。1775年3月、ノースカロライナの判事リチャード・ヘンダーソンと土地の投機家の一行が、シカモア・ショールズで1,200名以上のチェロキー族インディアンと会合を持った。チェロキー族の指導者には、アタクラクラ、オコノストタおよびドラッギング・カヌーが含まれていた。この時に結ばれたシカモア・ショールズ条約（ワトーガ条約）で、ヘンダーソンはカンバーランド川、カンバーランド山脈およびケンタッキー川に囲まれ、オハイオ川より南の土地全てを購入した。このトランシルバニアと呼ばれた土地の広さは2千万エーカー (80,000 km2)あり、今日のケンタッキー州の半分に相当した。ヘンダーソンのこの買収は、インディアンの土地を私的に購入することを禁じたノースカロライナとバージニアの法律および1763年宣言を犯すものであった。ヘンダーソンは、その頃のイギリス法曹界の考え方がこのような買収を法に適っているとしたことを信じていた可能性がある。

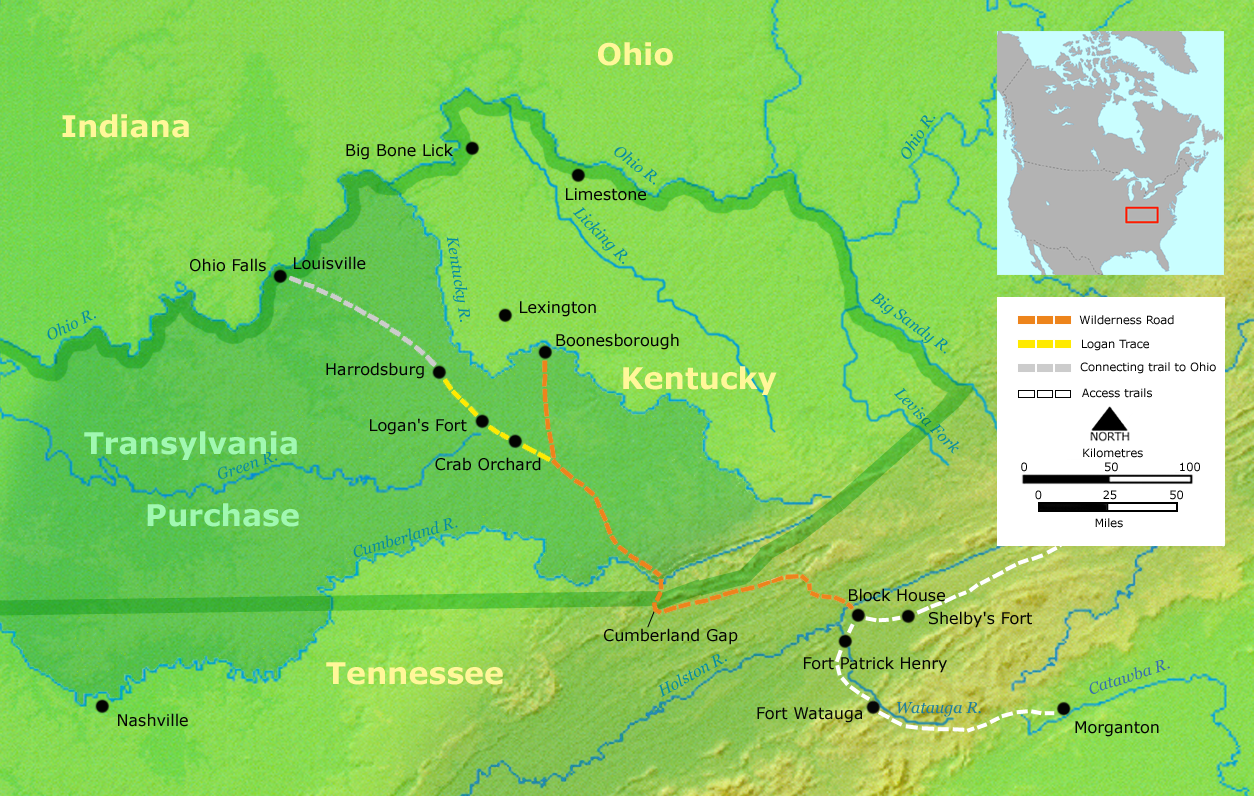
ダニエル・ブーンが切り開いたワイルダネス道路とトランシルバニア

ヘンダーソンはシカモア・ショールズ条約に先立って、ケンタッキーを探検したことのある経験を積んだ猟師ダニエル・ブーンを雇い、チェロキー族の集落を訪ねて交渉の予告をさせていた。条約締結の後、ブーンはカンバーランド渓谷を抜けてケンタッキー中央部に至る通称ワイルダネス道路を切り開くために雇用された。ブーンは30名の作業者と共にこの仕事に携わり、ケンタッキー川に至って、ブーンズボロの町（現在のケンタッキー州レキシントン近く）を造った。この町はトランシルバニアの首都とする意図があった。同時にハロッヅバーグの開拓地も造った。ケンタッキーに自発的に入ってきた入植者はトランシルバニアが支配していることを知らなかった。ダニエル・ブーン道路の歴史標識がエリザベストン中心街の実業地区の直ぐ外にある。
アメリカ独立戦争初期の1776年、シカモア・ショールズのワトーガ砦は、トランシルバニア買収に反対するドラッギング・カヌーに率いられたチェロキー族の一派（開拓者達は彼らをチカマウガと呼んだ）の攻撃を受けた。この攻撃を跳ね返したワトーガ砦はワトーガ川堤の辺境に生き残り続けた。
ノースカロライナは1777年から1778年にかけて南西部領土の一部を郡として編入したが、開拓者達が要求する基本的な行政行為やインディアンからの防御については、相変わらず無視し続けた。
1780年9月26日、ワトーガ砦はケンタッキーなどの民兵で構成されるオーバーマウンテン部隊のアパラチア山脈を越える遠征の拠点となった。この部隊は後にサウスカロライナのマスグレイブス・ミルの戦いと、ノースカロライナのキングスマウンテンの戦いでイギリス軍と対戦し、打ち破ることになった。
アメリカ独立戦争までイギリス植民地としてのアメリカではほとんど火薬の製造が行われておらず、需要のほとんどをイギリスからの輸入に頼っていた。1777年10月、イギリスの議会はアメリカ植民地に対する火薬の輸出を禁じた。メアリー・パットンという女性とその夫が、ギャップ・クリークにあった製粉所でオーバーマウンテン部隊のために500ポンド (450 kg) の黒色火薬を作った。作った日の夜は雨だったので、オーバーマウンテン部隊はこの火薬を、現在のテネシー州ローン・マウンテン近くにあったシェルビング・ロックとして知られる乾燥した洞穴に貯蔵した。1781年1月、オーバーマウンテン部隊はサウスカロライナであったカウペンスの戦いでもイギリス軍と戦った。
1783年のパリ条約によって、アメリカ独立戦争が終結し、イギリスはミシシッピ川から東で五大湖の南の領土をアメリカに割譲した。この結果としてオハイオ川を境にアメリカ合衆国の北西部領土と南西部領土が発生した。
1784年、テネシーの北西部にある幾つかの郡がフランクリン国(State of Franklin)となった。オーバーマウンテン部隊を指揮したジョン・セビアが知事に指名され、アメリカの議会からは認められないまま、独立した国家として活動を始めた。ほぼ時を同じくして、テネシーの他の地域の開拓者は、ミシシッピ低地を支配していたスペインとの同盟のための予備的交渉を始めていた。ノースカロライナもこの地域の支配回復に動き出し、フランクリン国は1788年に平穏に消滅した。

### 南西部準州時代
ノースカロライナは1789年にアメリカ合衆国憲法を批准した。合衆国に加わる条件の一つとして、ノースカロライナ州議会で可決された法案に従い、スモーキー山脈から西の地域に対する領有権主張を取り下げた。この土地の処置は1790年2月25日に第1アメリカ合衆国議会に提出され、4月2日に承認された。5月26日、この領土は正式に「オハイオ川の南の領土」として自治法（An Act for the Government of the Territory of the United States, South of the River Ohio）が制定（自治化）された。ジョージ・ワシントン大統領はウィリアム・ブラウントを準州の知事に指名し、ロッキー・マウントがその最初の州都となった。1791年遅く、ブラウントはジョージ・ラウルストンに働きかけて、ロジャースビルでテネシーで初めての新聞を発行させた。
一方ブラウントは準州の州都をホワイツ・フォートに移し、ノックスビルと改称した。新しい準州では土地の投機が活況を示し、著名な政治家の多くも関わった。白人入植者の拡大はインディアンの土地の侵食を避けがたくしていたが、これは政府が禁じていることだった。1792年、チェロキー族とクリーク族の戦士がカンバーランドの開拓地を襲った。この地域の開拓者は民兵隊を組織して対抗し、1794年のニックジャック遠征隊ではチカマウガ集落のいくつかを襲撃し壊滅させた。クリーク族に対する同じような戦闘の脅威が、インディアンとの再接近の時代を齎した。
アメリカ議会が南西部準州を自治化したとき、奴隷制度を禁じる条項を除いて、1787年の北西部条例の条項をすべて、必要な変更を加えたうえで南西部準州にも適用した。特に第12章は準州立法府が構成されれば、アメリカ合衆国議会に送る投票権を持たない代表を選出できることとしていた。1794年9月3日、準州議会は最初の代表としてジェイムズ・ホワイトを選出しアメリカ議会に送った。このことは当初思っていたことよりも議論を醸すことになった。北西部条例は連合規約下の一院制時代の連合会議で可決されたものであり、この代表が下院に対する代表か、上院に対する代表か、あるいは両院に対するものなのかが不明であった。さらにそのような代表の合憲性に疑いが持たれた。それにも拘わらず、11月18日、ホワイトの信任状が下院に提出された1週間後、2日間の議論の後で、ホワイトは下院に対する代表となった。ホワイトは南西部準州のただ一人の代表となった。
1795年、国勢調査により、この準州には州に昇格できるだけの人口がいることが分かり、住民投票の結果は3対1の多数で州昇格を選ぶことになった。ブラウント知事は憲法議会を開催し、代議員が州憲法を起草した。有権者はセビアを知事に選出し、議会はブラウントとウィリアム・コックをアメリカ合衆国上院議員に、アンドリュー・ジャクソンを下院議員に選出した。
南西部準州は合衆国の準州から初めて州に昇格することになったので、その手続きについて幾つかの論点が発生した。それにも拘わらず、テネシー州は1796年6月1日に合衆国第16番目の州として昇格し、南西部準州は消滅した。